# Still on My Mind
Still on My Mind é o quinto álbum de estúdio da cantora inglesa Dido, lançado em 8 de março de 2019 pela BMG. É o seu primeiro álbum de estúdio desde Girl Who Got Away. O teaser single "Hurricanes" foi lançado em 12 de novembro de 2018. O single oficial " Give You Up" foi lançado em 22 de janeiro de 2019 na BBC Radio 2. Dido fez uma turnê em apoio ao álbum a partir de maio de 2019, sua primeira turnê em 15 anos.

## Gravação
Dido compôs e gravou o álbum na Inglaterra com seu irmão Rollo. Ela disse que "só queria fazer outro álbum se fosse com ele", e chamou o processo de gravação de simples e uma "experiência absolutamente mágica", dizendo que foi "feito de maneira fácil, todos os vocais gravados no sofá, muito dele foi gravado em casa".

## Música
Diz-se que o álbum mostra "o amor de Dido pelo hip hop e suas raízes folclóricas" e apresenta "sensibilidade da música eletrônica e dance".

## Faixas
| N.º | Título                 | Compositor(es)                                          | Produtor(es)    | Duração |  |
| 1.  | "Hurricanes"           | Dido Armstrong, Rick Nowels                             | Dido, Rollo     | 5:17    |  |
| 2.  | "Give You Up"          | Dido, Dee Adam, Si Hulbert, Denny Thakrar, Rob Agostini | Hulbert, Adam   | 3:24    |  |
| 3.  | "Hell After This"      | Dido, Ryan Laubscher                                    | Dido, Rollo     | 3:27    |  |
| 4.  | "You Don't Need a God" | Dido, Rollo                                             | Rollo, Dido     | 3:31    |  |
| 5.  | "Take You Home"        | Dido, Rollo, Nowels                                     | Dido, Rollo     | 5:05    |  |
| 6.  | "Some Kind of Love"    | D. Armstrong, R. Armstrong, Nowels                      | Rollo, Dido     | 4:42    |  |
| 7.  | "Still on My Mind"     | Dido, Laubscher                                         | Dido, Rollo     | 3:04    |  |
| 8.  | "Mad Love"             | Dido, Rollo                                             | Dido, Rollo     | 2:52    |  |
| 9.  | "Walking By"           | Dido, Laubscher                                         | Dido, Laubscher | 4:31    |  |
| 10. | "Friends"              | Dido, Laubscher, Matt Hales                             | Dido, Rollo     | 3:23    |  |
| 11. | "Chances"              | Dido, Rollo, Guy Sigsworth, Adam                        | Dido, Rollo     | 3:31    |  |
| 12. | "Have to Say"          | Dido, Laubscher                                         | Dido,           | 2:43    |  |

| Faixa bônus no Japão |                                                            |                 |              |         |  |
| N.º                  | Título                                                     | Compositor(es)  | Produtor(es) | Duração |  |
| 13.                  | "What Am I Doing Here" (lançada no lugar de "Have to Say") | Dido, Laubscher | Dido, Rollo  | 2:43    |  |